# Josef und Asenat

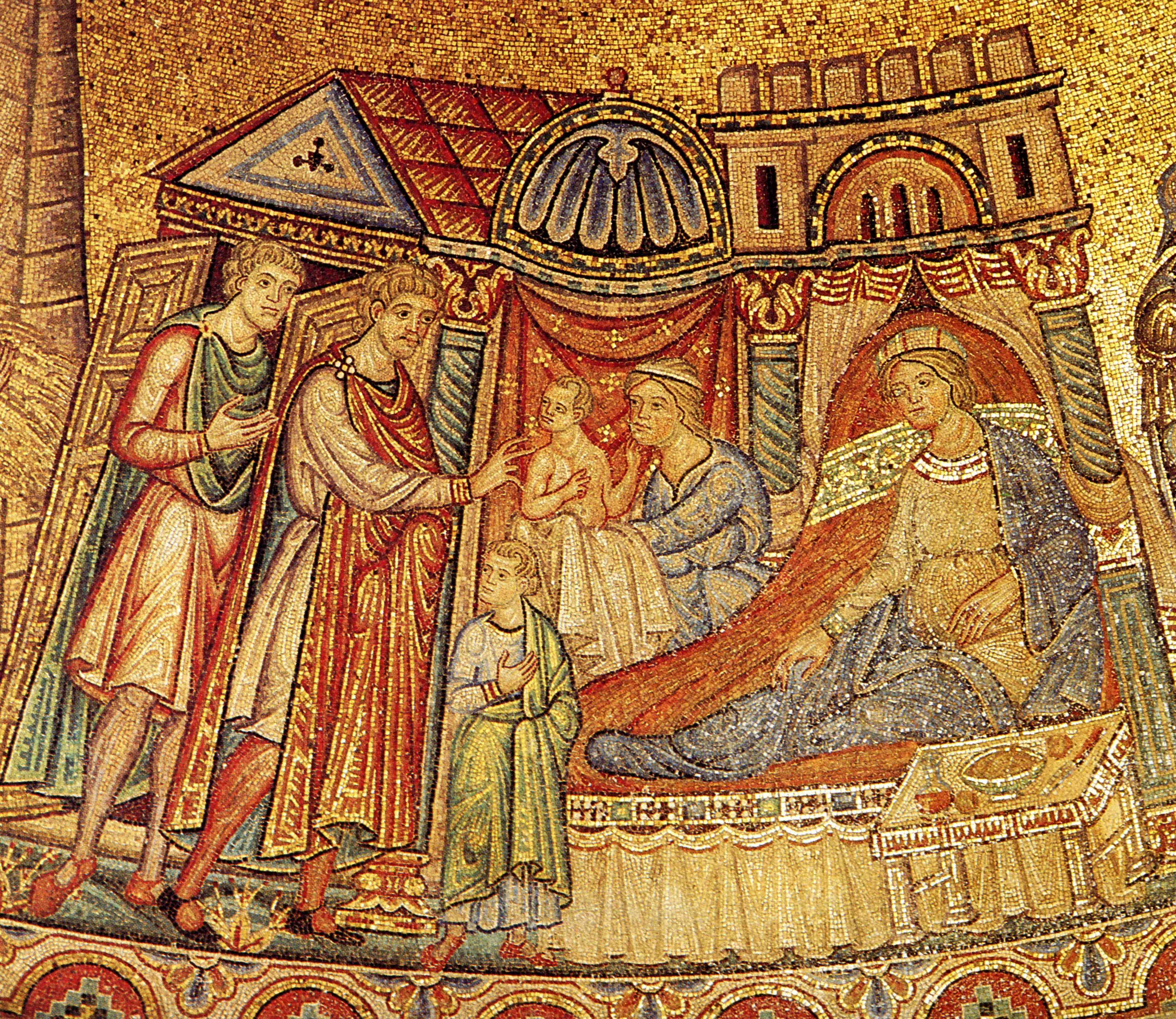
Josef und Asenat (Mosaik im Markusdom in Venedig)

Die Schrift Josef und Asenat (auch: Joseph und Asenath) ist eine zu den Pseudepigraphen zu rechnende antike jüdische Doppelnovelle oder Roman. Hauptperson ist die Ägypterin Asenat, die Gen 41,45  als Ehefrau des Erzvaters Josef nennt.

## Inhalt

### Geschichte von Asenats Buße (Kapitel 1–21)
Asenat ist die schöne Tochter des Hohepriesters von On und lebt mit ihren sieben Jungfrauen, die am selben Tag geboren sind wie sie, abgeschieden und keusch im Haus ihrer Eltern. Die Handlung setzt ein am „fünften Tag des zweiten Monats, im ersten Jahr der sieben fetten Jahre“ (1,1), als Josef, nach seiner Traumdeutung zum zweiten Mann nach dem Pharao geworden, nach On kommt. Asenats Vater beschließt ihm seine Tochter zur Frau zu geben. Asenat, die bereits den ältesten Sohn des Pharao abgewiesen hat, verwahrt sich zunächst gegen die Ehe mit einem hebräischen Hirten, doch als sie Josef sieht, verliebt sie sich in den „Gottessohn“ (6,2). Doch Josef, ebenso jungfräulich wie Asenat, will sie nur als seine Schwester ansehen. Als sie kommt, um den neuen „Bruder“ zu begrüßen, weigert er sich, sie, eine unreine Heidin, zu küssen, segnet sie aber (Kap. 8) und kündet seine Rückkehr in einer Woche an.

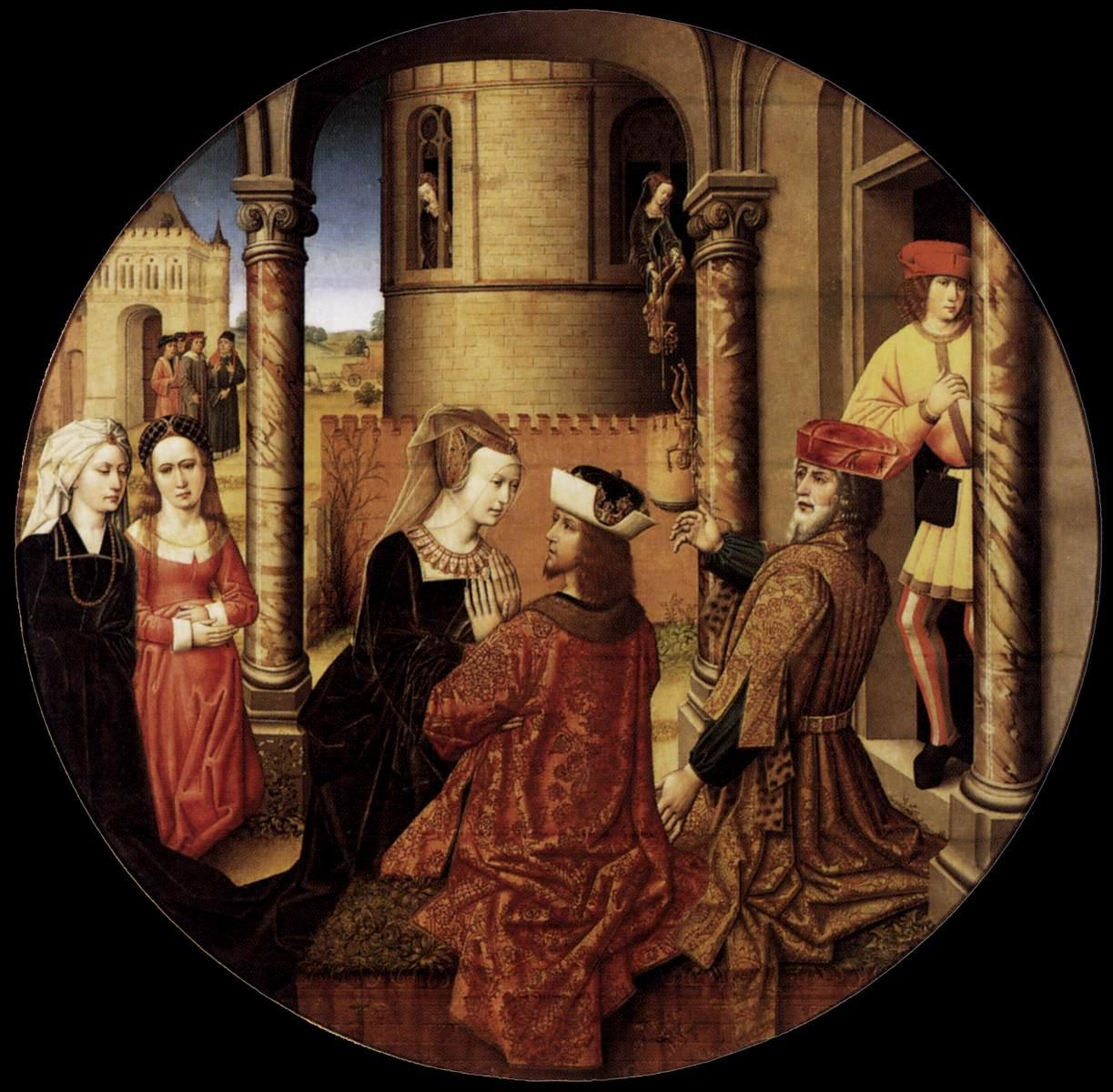
Begegnung von Josef und Asenat vom Meister der Josephsfolge (~1500); im Hintergrund wirft Asenat die Götzen aus dem Fenster.

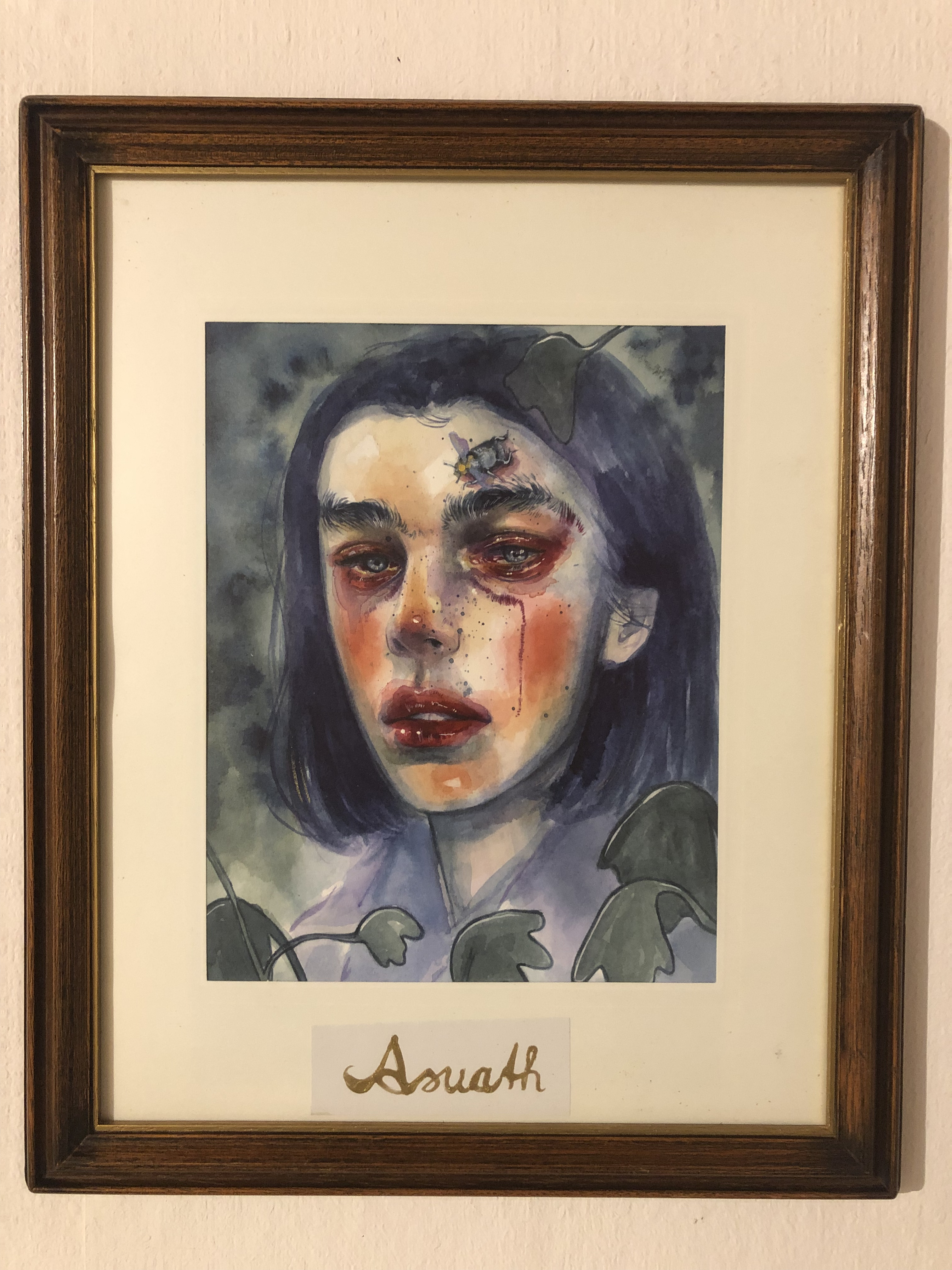
Eine weiße Biene mit violetten Flügeln sitzt auf dem Gesicht Asenats in einem modernen Gemälde in der Abtei Notre-Dame des Dombes.

Asenat zieht sich in ihre Wohnung zurück. Sie zerschlägt ihre Götzen und wirft deren kostbares Material aus dem Fenster den Armen zu. Dann legt sie Trauerkleider an und streut Asche auf ihr Haupt, fastet sieben Tage lang und bittet den Einen Gott Israels um seine Gnade. Auf ihr langes Gebet (Kap. 12–13) hin erscheint ihr der Erzengel Michael in Josefs Gestalt. Er beauftragt sie, die Trauerkleidung durch ein weißes Gewand zu ersetzen. Als sie zurückkommt, lobt er sie für ihre Buße, verkündet ihr Gottes Vergebung und gibt ihr einen neuen Namen: Zufluchtsstadt (15,7). Darauf teilt er mit ihr eine Honigwabe, die sich durch ein Wunder in ihrer Vorratskammer findet (Kap. 14–17). Durch den Genuss dieses paradiesischen Honigs wird sie mit Unsterblichkeit gesegnet (16,14–16). Sodann lässt der Erzengel aus der Wabe Bienen entstehen, die sich auf Asenat niederlassen. Michael entlässt die Bienen und verbrennt die Wabe. Ehe er mit einem feurigen Wagen gen Himmel fährt, segnet er auch ihre sieben Freundinnen.
Asenat legt auf die Anweisung des Engels hin bräutlichen Schmuck an. Als Josef zurückkehrt, verloben sie sich. „Und Joseph küsste Asenath und er verlieh ihr Lebensgeist. Dann gab er ihr zum zweiten auch der Weisheit Geist. Zum dritten küsste er sie zärtlich und schenkte ihr den Geist der Wahrheit.“ (19,11) Der Pharao richtet ihnen die Hochzeit aus.

### Geschichte von der Rettung Asenats (Kapitel 22–29)
Der zweite Teil der Erzählung spielt einige Jahre später, „im zweiten Hungerjahr, am einundzwanzigsten des zweiten Monats“ (22,2). Asenat hat inzwischen zwei Söhne bekommen, als Josefs Familie auf der Flucht vor der Hungersnot nach Ägypten kommt. Während Asenat Josefs Vater Jakob und seine Brüder begrüßt, sieht sie der einst abgewiesene Pharaosohn. Er versucht Josefs Brüder Simeon und Levi zu bestechen, um sich an Josef zu rächen und Asenat doch noch zu gewinnen, doch Simeon und Levi drohen ihm an, Josef zu rächen, wie sie die Einwohner von Sichem als Rache für die Vergewaltigung ihrer Schwester Dina ausrotteten (Kap. 23). Der Sohn des Pharao bringt daraufhin vier andere Halbbrüder von Josef, die Söhne der Nebenfrauen von Jakob, auf seine Seite (Kap. 24). Doch der Prophet Levi sieht im Geist die Gefahr, die Asenat droht, und eilt ihr mit den übrigen Brüdern zur Hilfe – während Josef sich der Kornverteilung widmet. Während der folgenden Schlacht schlagen die sechs Brüder allein 2706 Feinde (27,6). Dem Jüngsten, Josefs als gottesfürchtigem Helden beschriebenen Vollbruder Benjamin, gelingt der entscheidende Steinwurf, der den Pharaosohn außer Gefecht setzt. Auf Asenats Gebet hin werden auch die feindlichen Brüder entwaffnet. Anschließend versöhnt sie die Brüder wieder miteinander (Kap. 28) und bringt sie dazu, auch dem Pharaosohn zu vergeben. Dieser stirbt jedoch an seiner Verletzung und der Pharao setzt Josef an seiner statt als Alleinherrscher ein. Am Ende seines Lebens übergibt Josef die Regierung dem jüngeren Sohn des Pharao (Kap. 29).

## Überlieferung
Den Titel Josef und Asenat trägt die Geschichte erst seit dem 19. Jahrhundert. Die älteste Fassung der Erzählung mit dem Titel Die Geschichte von Josef dem Gerechten und seiner Frau Asenat ist altsyrisch und stammt aus dem 6. Jahrhundert. Insgesamt ist die Geschichte unter verschiedenen, meist sehr ausführlichen Überschriften in 16 griechischen Handschriften aus dem 10. bis 19. Jahrhundert sowie sieben Übersetzungen aus dem 6. bis 18. Jahrhundert, darunter je eine lateinische, armenische und mittelenglische, überliefert. Dabei gibt es eine lange und eine kurze Fassung, von denen keine eindeutig als die ältere identifiziert werden kann. Eine diesen Handschriften zugrundeliegender griechische Grundschrift könnte aus dem 4. Jahrhundert stammen.
Der Verfasser ist nicht bekannt. Der erste Herausgeber, Pierre Batiffol, hielt Josef und Asenat für ein christliches Werk des 4. Jahrhunderts, wofür zahlreiche Motive sprechen könnten, etwa die Erwähnung von Lebensbrot, geweihtem Kelch und heiligem Salböl (8,5; 15,5; 19,5) oder das Kreuzzeichen, das der Engel in einigen Manuskripten, darunter dem ältesten syrischen, über die Honigwabe zeichnet. Heutige Forscher vermuten zumeist eine jüdische Herkunft. Das Milieu noch näher zu bestimmen fällt schwer. Eine Datierung ins erste Jahrhundert wird als wahrscheinlich angesehen. Das Vokabular ist stark von der Septuaginta geprägt.

## Theologie und Umfeld
Josef und Asenat setzt die Kenntnis der biblischen Josefsgeschichte (Gen 37,ff ) voraus. Die Novelle erklärt, weshalb der Erzvater Josef, ein frommer Sohn von Jakob-Israel, entgegen den später von Esra und Nehemia formulierten Vorschriften eine Heidin und dazu noch die Tochter eines Götzenpriesters heiraten konnte. Asenat wird damit zum Prototyp eines Proselyten. Dazu passt ihr neuer Name, Zufluchtsstadt, denn viele Völker sollen in ihr zu Gott Zuflucht nehmen.
Es ist einer von wenigen Texte dieser Zeit, die eine Frau zur Hauptperson haben. Josef, obwohl als „Sohn Gottes“, fromm und weise in den höchsten Tönen gepriesen, erscheint eher als passive Nebenperson. Ausführlich wird ihre Schönheit – Asenat glich keinesfalls ägyptischen Jungfrauen; sie glich vielmehr den Töchtern der Hebräer allenthalben; sie war so schlank wie Sara, so blühend wie Rebekka, so schön wie Rachel. (1,5) – beschrieben, sowie ihr gesamtes Umfeld. Diese Beschreibung bezeugt nicht nur eine Freude an der Ausschmückung der knappen biblischen Grundlage, sondern ist zudem stark symbolisch geprägt. So erinnert die Schilderung von Asenats Wohnung (Kap. 2) an die Beschreibung, die Philon von Alexandria von dem menschlichen Körper, dem Haus der Seele gibt. Asenat wird daher wie die Erzmütter bei Philon als Allegorie für die Seele verstanden. Auch an anderen Stellen, beispielsweise bei Josefs Segen oder wenn der Engel die reine Jungfrau als einem Mann gleichstehend anspricht (15,1), gibt es starke Anklänge an Philon, was zur Zuordnung der Schrift zum hellenistischen Judentum spricht, möglicherweise in der ägyptischen Diaspora. Die Betonung von Gottesfurcht, Keuschheit, Reue und Feindesliebe könnte auch auf eine Entstehung im Umfeld der Essener hinweisen.
Besonders mysteriös erscheint die Bienenszene (Kap. 16), die an eine Initiation in einem antiken Mysterienkult denken lässt. Möglicherweise ist es eine christliche Ergänzung.
Die Novelle zeigt zahlreiche Übereinstimmungen zu den hellenistischen Testamenten der zwölf Patriarchen. Auch dort werden Josefs Keuschheit und Bruderliebe herausgehoben,  während seine Halbbrüder, die Söhne der Mägde Bilha und Silpa, negativ beurteilt werden.

### Editionen und Übersetzungen
- Paul Rießler: Altjüdisches Schrifttum außerhalb der Bibel. Augsburg 1928, S. 497–538.
- Joseph und Aseneth. Herausgegeben von Eckart Reinmuth. Eingeleitet, ediert, übersetzt und mit interpretierenden Essays versehen von Eckart Reinmuth, Stefan Alkier, Brigitte Boothe, Uta B. Fink, Christine Gerber, Karl-Wilhelm Niebuhr u. a. (= SAPERE. Band 15). Mohr Siebeck, Tübingen 2009, ISBN 978-3-16-150162-3, (doi:10.1628/978-3-16-156439-0, Open Access).

### Sekundärliteratur
- Angela Standhartinger: Das Frauenbild im Judentum der hellenistischen Zeit. Ein Beitrag anhand von „Joseph und Aseneth“ (= Arbeiten zur Geschichte des antiken Judentums und des Urchristentums, Bd. 26). Brill, Leiden 1995, ISBN 90-04-10350-3.
- Christoph Burchard: Art. Joseph und Asenath. In: Theologische Realenzyklopädie (TRE), Bd. 17, 1988, S. 246–249.
- Christoph Burchard: Der jüdische Asenethroman und seine Nachwirkung. Von Egeria zu Anna Katharina Emmerick oder von Moses aus Aggel zu Karl Kerényi. In: Aufstieg und Niedergang der römischen Welt. Band II,20,1, Walter de Gruyter, Berlin/New York 1987, S. 543–667.
- Christoph Burchard: Nachlese zur Überlieferungs- und Wirkungsgeschichte von Joseph und Aseneth. In: Manuel Baumbach, Helga Köhler, Adolf Martin Ritter (Hrsg.): Mousopolos Stephanos. Festschrift für Herwig Görgemanns (= Bibliothek der klassischen Altertumswissenschaften. Neue Folge, 2. Reihe, Band 102). Winter, Heidelberg 1998, ISBN 3-8253-0748-4, S. 474–497.
- Dieter Sänger: Antikes Judentum und die Mysterien. Religionsgeschichtliche Untersuchungen zu „Joseph und Aseneth“ (= Wissenschaftliche Untersuchungen zum Neuen Testament, Reihe II, Bd. 5). Mohr, Tübingen 1980, ISBN 3-16-142871-4.
- Christian Wetz: Eros und Bekehrung. Anthropologische und religionsgeschichtliche Untersuchungen zu „Joseph und Aseneth“ (= Novum Testamentum et Orbis Antiquus / Studien zur Umwelt des Neuen Testaments, Bd. 87). Vandenhoeck & Ruprecht, Göttingen 2010, ISBN 978-3-525-54007-7.